# Best Ink : à la recherche du meilleur tatoueur
Best Ink : à la recherche du meilleur tatoueur ou Tattoo pour gagner au Québec (Best Ink) est une télé réalité américaine diffusée entre le 27 mars 2012 et le 26 février 2014 sur Oxygen.
Au Québec, l'émission est diffusée à partir du 20 août 2012 à MusiquePlus, et en France depuis le 27 avril 2013 sur AB1.

## Synopsis
La série suit un groupe de tatoueurs, de différentes villes aux États-Unis. Le gagnant de la compétition remporte un prix de 100 000 $ et la couverture d'un magazine bien connu de tatouage.
L'émission a été présentée par Kimberly Caldwell pour la saison 1 et par Pete Wentz à partir de la saison 2. Après chaque défi, tatoueur, jury, ainsi que les jurés invités, jugent, critiquent chaque semaine, les tatouages pour trouver le candidat avec le meilleur tatouage.

## Participants
- Pete Wentz — Présentateur (Saison 2-)
- Kimberly Caldwell — Présentateur (Saison 1)
- Joe Capobianco — Juré
- Sabina Kelley — Juré
- Hannah Aitchison — Juré

## Déroulement

### Défi flash
Généralement, c'est une tâche qui n'a pas nécessairement quelque chose à voir avec le tatouage en lui-même. Ce défi est utilisé pour mettre en valeur les compétences artistiques des candidats à l'aide de différents moyens, sujets et épreuves. C'est pour montrer comment différentes formes d'art peuvent se traduire dans le monde de l'art du tatouage. Habituellement, ces compétences testées dans le Défi flash seront le moyen de juger le meilleur tatoueur, pour l'immuniser contre l'élimination, lors de l’épreuve d'élimination.

### Épreuve d'élimination
Cette étape commence avec le vainqueur du Défi flash qui est immunisé pour cette deuxième étape. Ces avantages peuvent être : être le seul à choisir son client ayant le type de "peau" qu'ils aimeraient tatouer, ou avoir du temps supplémentaire, mais ce temps est prédéterminé par la production de l'émission. Une fois que chaque client est attribué à un candidat, une période de consultation entre l'artiste et le client est donnée (généralement dans un laps de temps) et suivie par la création de l'œuvre durant la nuit avant le tatouage le lendemain. L'épreuve d'élimination est effectuée simultanément par tous les candidats et dans un laps de temps prédéterminé par la production. Les juges commencent alors leur critique, où les meilleurs (et les pires) tatouages de la semaine sont reconnus, le candidat qui produit le pire tatouage est alors éliminé de l'émission. Lors du dernier épisode, le jury choisit le meilleur tatoueur.

## Développement
En mai 2012, Oxygen commande une deuxième saison avec Pete Wentz à la présentation et Hannah Aitchison rejoint le programme en tant que juré,. La deuxième saison a débuté le 3 avril 2013.
En juin 2013 la série a été renouvelée pour une troisième saison, avec le premier épisode le 4 décembre 2013.

## Candidats

### Saison 1
- Alexis Kovacs
- Christina "Charlie" Petty
- Jessica Rotwein
- Jon Mesa
- Kyle Giffen
- Brittan "London" Reese
- Meghan Pagliaroni
- Nicky Hennerez
- Roman Abrego
- Tiffany Perez

### Saison 2
- Alli Baker[11]
- Brittany Elliott love Mafalda Meneses[11]
- Carolyn Cadaver[11]
- Derek Rubright[11]
- DJ Tambe[11]
- Jerod Ray[11]
- Jordan "Dollars" Ginsberg[11]
- Kelly McEvoy[11]
- Melvin Todd[11]
- Ralph Giordano[11]
- Teresa Sharpe[11]
- Tylor Schwarz[11]

### Saison 3
- Alayna Magnan[10]
- Amy Zager[10]
- Anthony Zamora[10]
- Carey Matthews[10]
- Danny Lepore[10]
- Darnell Waine[10]
- Izzi Echo[10]
- Joseph Matisa[10]
- Karly Cleary[10]
- Amy "May May" Yaeger[10]
- Romeo Lacoste[10]
- Rudy Hetzer[10]
- Willy Cutlip[10]
- Lara Slater[10]

## Suivi des candidats

### Saison 1
| Candidats             | 1        | 2        | 3        | 4        | 5        | 6        | 7        | 8         |
| --------------------- | -------- | -------- | -------- | -------- | -------- | -------- | -------- | --------- |
| Gagnant du défi flash | Charlie  | Roman    | Kyle     | Alexis   | Alexis   | Charlie  | London   | N/A       |
| London                | GAGNANT  |          |          |          |          |          | GAGNANT  | VAINQUEUR |
| Alexis                |          |          |          | GAGNANT  |          |          |          | FINALISTE |
| Jon                   |          |          |          |          | GAGNANT  | GAGNANT  |          | 3ÈME      |
| Charlie               |          |          | GAGNANT  |          |          |          | ÉLIMINÉE |           |
| Nicky                 |          |          |          |          |          | ÉLIMINÉE |          |           |
| Kyle                  |          |          |          |          | ÉLIMINÉE |          |          |           |
| Jessica               |          |          |          | ÉLIMINÉE |          |          |          |           |
| Roman                 |          | GAGNANT  | ÉLIMINÉE |          |          |          |          |           |
| Meghan                |          | ÉLIMINÉE |          |          |          |          |          |           |
| Tiffany               | ÉLIMINÉE |          |          |          |          |          |          |           |

 Le candidat a remporté Best Ink.
 Le candidat faisait partie des finalistes.
 Le candidat a remporté l'épreuve d'élimination.
 Le candidat faisait partie de l'équipe ayant remporté l'épreuve d'élimination.
 Le candidat était premier de son équipe lors de l'épreuve d'élimination.
 Le candidat faisait partie des moins bons lors de l'épreuve d'élimination, appelé en premier.
 Le candidat faisait partie des moins bons lors de l'épreuve d'élimination, appelé en dernier.
 Le candidat a été éliminé.

### Saison 2
| Candidats             | 1        | 2        | 3        | 4        | 5        | 6        | 7        | 8        | 9        | 10        |
| --------------------- | -------- | -------- | -------- | -------- | -------- | -------- | -------- | -------- | -------- | --------- |
| Gagnant du défi flash | Melvin   | Jerod    | DJ       | Dollarz  | Tylor    | Jerod    | Teresa   | DJ       | Jerod    | N/A       |
| Teresa                |          |          | GAGNANT  | ‡        | GAGNANT  | ‡        |          |          |          | VAINQUEUR |
| DJ                    | GAGNANT  | ‡        |          | GAGNANT  | ‡        |          | GAGNANT  |          | GAGNANT  | FINALISTE |
| Jerod                 |          |          |          |          |          |          |          | GAGNANT  | GAGNANT  | 3ÈME      |
| Alli                  |          |          |          |          |          |          |          |          | ÉLIMINÉE |           |
| Brittany              |          | GAGNANT  | ‡        |          |          | GAGNANT  | ‡        | ÉLIMINÉE |          |           |
| Derek                 |          |          |          |          |          |          | ÉLIMINÉE |          |          |           |
| Tylor                 |          |          |          |          |          | ÉLIMINÉE |          |          |          |           |
| Ralph                 |          |          |          |          | ÉLIMINÉE |          |          |          |          |           |
| Dollarz               |          |          |          | ÉLIMINÉE |          |          |          |          |          |           |
| Kelly                 |          |          | ÉLIMINÉE |          |          |          |          |          |          |           |
| Melvin                |          | ÉLIMINÉE |          |          |          |          |          |          |          |           |
| Carolyn               | ÉLIMINÉE |          |          |          |          |          |          |          |          |           |

‡ Le candidat a gagné l'immunité lors de la semaine précédente et est automatiquement protégé lors de la semaine suivante.
 Le candidat a remporté Best Ink.
 Le candidat faisait partie des finalistes.
 Le candidat a remporté l'épreuve d'élimination.
 Le candidat a remporté, mais n'a pas reçu l'immunité automatique pour le défi de la semaine prochaine.
 Le candidat faisait partie de l'équipe ayant remporté l'épreuve d'élimination.
 Le candidat était premier de son équipe lors de l'épreuve d'élimination.
 Le candidat faisait partie des moins bons lors de l'épreuve d'élimination, appelé en premier.
 Le candidat faisait partie des moins bons lors de l'épreuve d'élimination, appelé en dernier.
 Le candidat a été éliminé.

### Best Ink: Rédemption
| Candidats | 1        | 2        | 3        | 4        | 5        | 6        | 7        | 8        | 9        | 10       |
| --------- | -------- | -------- | -------- | -------- | -------- | -------- | -------- | -------- | -------- | -------- |
| DJ        |          |          |          |          |          |          |          |          | GAGNANT  | GAGNANT  |
| Jerod     |          |          |          |          |          |          |          |          | GAGNANT  | ÉLIMINÉE |
| Brittany  |          |          |          |          |          |          | GAGNANT  | GAGNANT  | ÉLIMINÉE |          |
| Alli      |          |          |          |          |          |          |          | ÉLIMINÉE |          |          |
| Tylor     |          |          |          |          | GAGNANT  | GAGNANT  | ÉLIMINÉE |          |          |          |
| Derek     |          |          |          |          |          | ÉLIMINÉE |          |          |          |          |
| Ralph     |          |          |          | GAGNANT  | ÉLIMINÉE |          |          |          |          |          |
| Melvin    | GAGNANT  | GAGNANT  | GAGNANT  | ÉLIMINÉE |          |          |          |          |          |          |
| Dollars   |          |          | ÉLIMINÉE |          |          |          |          |          |          |          |
| Kelly     |          | ÉLIMINÉE |          |          |          |          |          |          |          |          |
| Carolyn   | ÉLIMINÉE |          |          |          |          |          |          |          |          |          |

 Le candidat a remporté Best Ink.
 Le candidats est gagnant, il est de retour pour l'épreuve suivante.
 Le candidat a été éliminé.

### Saison 3
| Candidats             | 1       | 2       | 3        | 4        | 5       | 6        | 7       | 8        | 9       | 10       | 11      | 12        |
| --------------------- | ------- | ------- | -------- | -------- | ------- | -------- | ------- | -------- | ------- | -------- | ------- | --------- |
| Gagnant du défi flash | Amy     | May     | Willy    | Darnell  | Joe     | Danny    | Darnell | Karly    | Darnell | Karly    | Darnell | N/A       |
| Karly                 | GAGNANT | ‡       |          |          |         |          | GAGNANT | ‡GAGNANT |         |          | GAGNANT | VAINQUEUR |
| Darnell               |         |         |          | GAGNANT  | ‡       |          |         |          | GAGNANT |          |         | FINALISTE |
| Alayna                |         |         |          |          | GAGNANT | ‡        |         |          |         |          | GAGNANT | 3ÈME      |
| Willy                 |         | GAGNANT | ‡        |          |         |          |         |          |         | GAGNANT  | ÉLIMINÉ |           |
| Lara                  |         |         |          |          |         |          |         |          |         | ÉLIMINÉE |         |           |
| Joe                   |         |         | GAGNANT  | ‡        |         | GAGNANT  | ‡       |          | ÉLIMINÉ |          |         |           |
| Romeo                 |         |         |          |          |         |          |         | ÉLIMINÉ  |         |          |         |           |
| Danny                 |         |         |          |          |         |          | ÉLIMINÉ |          |         |          |         |           |
| May May               |         |         |          |          |         | ÉLIMINÉE |         |          |         |          |         |           |
| Anthony               |         |         |          |          | ÉLIMINÉ |          |         |          |         |          |         |           |
| Amy                   |         |         |          | ÉLIMINÉE |         |          |         |          |         |          |         |           |
| Izzi                  |         |         | ÉLIMINÉE |          |         |          |         |          |         |          |         |           |
| Rudy                  |         | ÉLIMINÉ |          |          |         |          |         |          |         |          |         |           |
| Carey                 | ÉLIMINÉ |         |          |          |         |          |         |          |         |          |         |           |

‡ Le candidat a gagné l'immunité lors de la semaine précédente et est automatiquement protéger lors de la semaine suivante.
 Le candidat a remporté Best Ink.
 Le candidat faisait partie des finalistes.
 Le candidat a remporté l'épreuve d'élimination.
 Le candidat a remporté, mais n'a pas reçu l'immunité automatique pour le défi de la semaine prochaine.
 Le candidat faisait partie de l'équipe ayant remporté l'épreuve d'élimination.
 Le candidat était premier de son équipe lors de l'épreuve d'élimination.
 Le candidat faisait partie des moins bons lors de l'épreuve d'élimination, appelé en premier.
 Le candidat faisait partie des moins bons lors de l'épreuve d'élimination, appelé en dernier.
 Le candidat a été éliminé.

## Épisodes

### Saison 1 (2012)
| Numéro d'épisode | Titre original      | Titre français           | Date de diffusion | Audience US (en millions) |
| ---------------- | ------------------- | ------------------------ | ----------------- | ------------------------- |
| 01               | Something to Hide   | Quelque chose à cacher   | 27 mars 2012      | 0.46                      |
| 02               | Pin-up Showdown     | Pin-Up Show              | 3 avril 2012      | 0.33                      |
| 03               | Emotional Skin-Pact | Tatouage & Sentiments    | 10 avril 2012     | 0.36                      |
| 04               | Tattoo Virgins      | Première Fois            | 17 avril 2012     | 0.31                      |
| 05               | Face Off            | Face à Face              | 24 avril 2012     | 0.53                      |
| 06               | Purrfect Ink        | Un Animal dans la peau   | 1er mai 2012      | 0.52                      |
| 07               | The King of Ink     | Hommage au roi de la pop | 8 mai 2012        | 0.44                      |
| 08               | For the Love of Ink | Pour l’amour du tatouage | 15 mai 2012       | 0.44                      |

### Saison 2 (2013)
| Numéro d'épisode | Titre original         | Titre français         | Date de diffusion | Audience US (en millions) |
| ---------------- | ---------------------- | ---------------------- | ----------------- | ------------------------- |
| 01               | Bigger and Badder      | Sans limites           | 3 avril 2013      | 0.49                      |
| 02               | I've Got a Secret      | Le secret              | 10 avril 2013     | 0.33                      |
| 03               | A Family Affair        | Histoire de famille    | 17 avril 2013     | 0.49                      |
| 04               | Live Out Loud          | Vivre à 100 à l’heure  | 24 avril 2013     | 0.38                      |
| 05               | A Good Laugh           | Savoir en rire         | 1er mai 2013      | 0.35                      |
| 06               | I'm Sexy and I Know It | Sexy et fier de l’être | 8 mai 2013        | 0.44                      |
| 07               | Brand New Life         | Nouveau départ         | 15 mai 2013       | 0.58                      |
| 08               | Be Ready For Anything  | Prêt à tout            | 22 mai 2013       | 0.51                      |
| 09               | True Love              | Le Grand Amour         | 29 mai 2013       | 0.37                      |
| 10               | Full Body of Work      | Le travail accompli    | 5 juin 2013       | N/A                       |

### Saison 3 (2013-2014)
| Numéro d'épisode | Titre original        | Titre français                | Date de diffusion | Audience US (en millions) |
| ---------------- | --------------------- | ----------------------------- | ----------------- | ------------------------- |
| 01               | The Seven Deadly Sins | Les sept péchés capitaux      | 4 décembre 2013   | N/A                       |
| 02               | Playing Dirty         | Coups bas                     | 11 décembre 2013  | N/A                       |
| 03               | Fight Club            | Fight Club                    | 18 décembre 2013  | N/A                       |
| 04               | Pain in the Ribs      | Tatouages en musique          | 1er janvier 2014  | N/A                       |
| 05               | Quittin' Time         | C'est l'heure de partir       | 8 janvier 2014    | N/A                       |
| 06               | Science Friction      | Science friction              | 15 janvier 2014   | 0.35                      |
| 07               | Man and the Machine   | L’homme et la machine         | 22 janvier 2014   | N/A                       |
| 08               | Life's a Beach        | Tout le monde en maillot      | 29 janvier 2014   | N/A                       |
| 09               | Sexy Pin-ups          | Des Pin-up sexy               | 5 février 2014    | N/A                       |
| 10               | Shock and Awe         | Qui sera le plus gore ?       | 12 février 2014   | N/A                       |
| 11               | Crash and Burn        | Carnage                       | 19 février 2014   | 0.56                      |
| 12               | The $100,000 Tattoo   | Le tatouage à 100 000 dollars | 26 février 2014   | N/A                       |